# Joseph Kaithathara
Joseph Kaithathara (* 22. Juni 1939 in Gothuruthy, Kerala) ist ein indischer Geistlicher und emeritierter römisch-katholischer Bischof von Gwalior.

## Leben
Joseph Kaithathara ging 1957 zum Studium der Theologie nach Rom, wo er am 21. Dezember 1963 die Priesterweihe empfing. Nach seiner Priesterweihe blieb er für weitere Studien bis 1972 in Rom. Während seiner Studienzeiten in Rom besuchte er jeweils in den Sommermonaten Deutschland, um dort in einigen Pfarreien in Bayern und Hessen Urlaubsvertretungen zu übernehmen. Dadurch entstanden viele Kontakte in den Bistümern Regensburg und Mainz, die er bis zum heutigen Tage über einen Freundeskreis aufrechterhält.
Im Jahre 1973 wurde er im Kirchenrecht promoviert. Von 1973 bis 1996 lehrte er als Professor im Regionalseminar im nordindischen Allahabad. Im Jahr 1996 wurde ihm eine neue Aufgabe als Pfarrer in Gwalior übertragen.
Am 9. Februar 1999 ernannte ihn Papst Johannes Paul II. zum ersten Bischof des mit gleichem Datum errichteten Bistums Gwalior. Die Bischofsweihe spendete ihm der Bischof von Jhansi, Frederick D’Souza, am 1. Mai 1999 in Gwalior. Mitkonsekratoren waren der Altbischof von Allahabad, Baptist Mudartha, und der Bischof von Kottapuram, Francis Kallarakal.
In seiner Amtszeit entstanden, auch durch die Unterstützung des deutschen Freundeskreises, acht Schulen sowie Kranken- und Sozialstationen, ein Knabenseminar und ein Krankenhaus. Dazu kommen zahlreiche Brunnenbohrungen.
Am 18. Oktober 2016 nahm Papst Franziskus seinen altersbedingten Rücktritt an.